# Hubertus Heil
Hubertus Heil (Hildesheim, 3 de noviembre de 1972) es un político alemán.

## Biografía
Heil nació en Hildesheim en 1972 como hijo de un profesor. Tras recibir su Abitur en 1992 en el Gymnasium am Silberkamp de Peine, Heil fue llamado a filas para el servicio civil alternativo (en alemán: Zivildienst) y en 1995 comenzó con sus estudios de ciencias políticas y sociología en la Universidad de Potsdam, de los que se graduó en 2006 en la  Fernuniversität Hagen.
De 1995 a 1997, Heil fue asistente de Heidrun Förster, diputada del Parlamento Regional de Brandeburgo, y en 1998 asistente de Eva Folta, diputada del Bundestag.

### Trayectoria política
Heil se afilió al SPD en 1988. Al principio militó en los Jusos (organización juvenil del partido) y fue su presidente en el distrito de Braunschweig de 1991 a 1995. De 1995 a 1997, Heil fue director ejecutivo de la Arbeitsgemeinschaft für Arbeitnehmerfragen, una agrupación de izquierdas del SPD, que representa el ala obrera del partido, aunque en su época de juso tenía fama de pertenecer al ala socialista reformista no dogmática. 
En 2005 se convirtió en secretario general del Partido Socialdemócrata de Alemania (SPD). En septiembre de 2009, después de las enormes pérdidas para el SPD en las elecciones federales alemanas, Heil anunció su renuncia a este cargo. Andrea Nahles lo sucedió como secretaria general en noviembre de 2009. Después de la designación de Katarina Barley como Ministra de Familia, Tercera Edad, Mujeres y Juventud, regresó brevemente al cargo del 2 de junio al 8 de diciembre de 2017. El 14 de marzo de 2018 Heil fue nombrado Ministro de Trabajo y Asuntos Sociales en el Cuarto Gabinete Merkel. Continuó en el cargo tras la formación del Gabinete Scholz el 8 de diciembre de 2021.